# Hans Schnitger
Henri Carel Willem "Hans" Schnitger  (Enschede, 5. kolovoza 1915.) je bivši nizozemski hokejaš na travi. Igrao je na mjestu napadača.
Osvojio je brončano odličje na hokejaškom turniru na Olimpijskim igrama 1936. u Berlinu igrajući za Nizozemsku. Odigrao je pet susreta. Te godine je igrao za klub Prinses Wilhelmina iz Enschedea.

## Vanjske poveznice
- Profil na Database Olympics
- Profil  Arhivirana inačica izvorne stranice od 3. veljače 2013. (Wayback Machine)